# Archiv-Nachrichten Niedersachsen
Die Archiv-Nachrichten Niedersachsen (A-NN) sind eine Fachzeitschrift für das Archivwesen und die Archivkunde in Niedersachsen. Sie werden jährlich vom Verband der Archivarinnen und Archivare in Niedersachsen und Bremen (vormals ANKA bzw. VNA) und dem Niedersächsischen Landesarchiv herausgegeben.
Thematisch deckt die Zeitschrift ein breites Spektrum ab, das von archivrechtlichen und archivfachlichen Beiträgen über Praxisberichte bis hin zu Berichten aus den Regionalgruppen des Verbands reicht. Häufig geben die Ausgaben die Vorträge des jeweils vorausgegangenen Niedersächsisch-Bremischen Archivtags wieder.
Die Zeitschrift umfasst in der Regel etwa 150 bis 180 Seiten und erscheint im kartonierten Softcover-Format. Der Redaktionsschluss liegt meist im November des Vorjahres, die Veröffentlichung erfolgt im darauffolgenden Frühjahr. Die Redaktion besteht derzeit aus Thomas Brakmann (Landesarchiv Osnabrück) und Lars Nebelung (Archiv der Universität Hannover).
Die Zeitschrift wurde in ihrer heutigen Form 1998 begründet und ging aus Archive in Niedersachsen, einer Zeitschrift der Niedersächsischen Archivverwaltung von 1979 bis 1994, sowie den ANKA-Nachrichten, die 1996 und 1997 in zwei Ausgaben als Vorläuferpublikation erschienen sind, hervor. Die A-NN sind mit Ausnahme der jeweils aktuellen Ausgabe auch als Open-Access-Publikation verfügbar.